# 卡黑洛斯
卡黑洛斯Carcharoth，是英國作家約翰·羅納德·瑞爾·托爾金（J.R.R. Tolkien）的奇幻小說世界中土大陸的虛構角色。
牠主要出現於《精靈寶鑽》中的貝倫Beren與露西安Lúthien的故事中。牠是最古老的惡狼卓古路因Draugluin的幼狼，用作看守安格班大門的秘密守衛。
卡黑洛斯最終在多瑞亞斯Doriath與維林諾的神犬胡安同歸而盡。

## 名字語源
卡黑洛斯的名字在辛達林語Sindarin中，解作「血紅之顎」（Red Maw）。牠也被稱為安佛理爾Anfauglir，「飢餓的大嘴」（Jaws of Thirst）。

## 生平
卡黑洛斯誕生的確切時間為不明，但可知是在第一紀元中期，並是由魔苟斯Morgorth親手培育。
卡黑洛斯既貪食且恐怖強壯，永遠飢餓難耐。牠成長迅速，在長大到不能爬進任何窩裡的時候，就躺在魔苟斯腳下，永遠清醒地看守著安格班的大門。據說牠的狼嗥充滿了魔苟斯的恨意與難以述說的惡毒。
諾多族返回中土大陸後，維林諾Valinor的神犬胡安Huan也隨著主人費諾之子凱勒鞏Celegorm加入對抗魔苟斯的戰爭。魔苟斯不欲神犬胡安一路直闖安格班Angband，想起胡安注定將會死在史上最大的狼手上，於是挑選了一隻卓古路因的幼狼，並用活人養育及加上自己的力量於卡黑洛斯上，用作防衛胡安。
第四戰役班戈拉赫戰役Dagor Bragollach後，貝倫及露西安為了奪取精靈寶鑽而前往安格班，偽裝成邪惡生物潛入去。當時卡黑洛斯的存在並不為人知，故此二人來到安格班大門前即被這頭巨狼所嚇倒。卡黑洛斯嗅出他們的異樣，亦大大懷疑二人的偽裝，因為安格班早已知道貝倫假扮的狼人卓古路因被胡安殺掉了。他們被喝令停下，不過露西安體內的邁雅血統救了二人一命，她的神聖力量使卡黑洛斯沉睡不起。於是二人就穿過大門深入安格班的地底，從魔苟斯的王冠上取下了一枚精靈寶鑽。
魔苟斯從露西安的催眠中醒過來後，大發雷霆，貝倫與露西安嚇得不敢停留，飛快逃上地表。可是當時卡黑洛斯已經醒來，並朝二人衝過來。露西安當時已經無力再降伏這頭巨狼，貝倫遂拿起精靈寶鑽威嚇卡黑洛斯，以為可以鎮壓著牠。誰知卡黑洛斯張嘴咬下貝倫的手腕，連精靈寶鑽也吞下胃中。神聖的寶鑽開始燒灼牠的內臟，卡黑洛斯痛號之下逃離了安格班，陷於瘋狂之中。
卡黑洛斯在貝爾蘭的北境大肆毀壞屠戮，向南一路帶來巨大的災難，又把庭葛Thingol派去海姆瑞恩Himring的使者幾乎殺光，在命運與寶鑽的力量驅使下一路闖入了美麗安環帶Girdle of Melian之內，掠奪多瑞亞斯的領土。了解到巨狼的瘋狂原因與卡黑洛斯逐漸逼近明霓國斯Mengegroth，貝倫、庭葛、神犬胡安、多瑞亞斯的大將畢烈格Beleg與梅博隆Mablung出發獵狼。
眾人在伊斯果都因河Esgalduin前的瀑布發現了卡黑洛斯。卡黑洛斯狡詐地匿藏在灌木叢中，打算伏擊這群獵人們。胡安按捺不住挑釁卡黑洛斯，卻被牠躲開並向庭葛撲擊。貝倫持槍上前抵擋住巨狼，但被牠一掌掃開及撲倒地上，撕咬他的胸口。胡安躍到卡黑洛斯的背上，在瀑布前戰成一團，打得驚天動地，瀑布高處的石頭也因牠們的搏鬥而墜落水中。最後胡安殺掉卡黑洛斯，但牠自己身受巨狼的劇毒而傷重逝去了，完成了對牠命運的預言。梅博隆剖開卡黑洛斯，在牠如同燒光一樣空空如也的腹內取回了精靈寶鑽。

## 靈感
在湯姆·謝比（Tom Shippey）的《通往中土大陸之路》（The Road to Middle-Earth）中，他表示狩獵巨狼是呼應威爾斯中古文學《馬比諾吉昂》（Mabinogion）中亞瑟王傳奇的狩獵半神豬Twrch Trwyth故事。而「吞下手的狼」這一意念則源於《散文埃達》（Prose Edda）中北歐神明提爾（Týr）被惡狼、邪神洛基之子芬里爾（Fenrir）咬斷手腕的著名情節。